# Función zeta prima
En matemática, la función zeta prima es un análogo de la función zeta de Riemann, estudiada por Glaisher (1891). Está definida por la siguiente serie infinita, la cual converge para todo {\displaystyle \Re (s)>1}:
{\displaystyle P(s)=\sum _{p\,\in \mathrm {\,primos} }{\frac {1}{p^{s}}}}.
El producto de Euler para la función zeta de Riemann ζ(s) implica que
{\displaystyle \log \zeta (s)=\sum _{n>0}{\frac {P(ns)}{n}}}
el cual, mediante la fórmula de inversión de Möbius se obtiene que
{\displaystyle P(s)=\sum _{n>0}\mu (n){\frac {\log \zeta (ns)}{n}}}
Cuando s tiende a 1, se tiene que {\displaystyle P(s)\sim \log \zeta (s)\sim \log \left({\frac {1}{s-1}}\right)}.
Esto es usado en la definición de la densidad de Dirichlet.
Esto da la continuación analítica de P(s), para {\displaystyle \Re (s)>0}, con un infinito número de singularidades logarítmicas en los puntos donde ns es un polo o un cero de ζ(s). La línea {\displaystyle \Re (s)=0} es una frontera natural, como lo es el grupo de singularidades, cerca de todos los puntos de esta línea.